# Soleichthys
Soleichthys är ett släkte av fiskar. Soleichthys ingår i familjen tungefiskar.
Kladogram enligt Catalogue of Life:
| Soleichthys | \| \| Soleichthys dori \| \| \| \| \| \| Soleichthys heterorhinos \| \| \| \| \| \| Soleichthys maculosus \| \| \| \| \| \| Soleichthys microcephalus \| \| \| \| \| \| Soleichthys oculofasciatus \| \| \| \| \| \| Soleichthys serpenpellis \| \| \| \| \| \| Soleichthys siammakuti \| \| \| \| \| \| Soleichthys tubifer \| \| \| \| |
|             | \| \| Soleichthys dori \| \| \| \| \| \| Soleichthys heterorhinos \| \| \| \| \| \| Soleichthys maculosus \| \| \| \| \| \| Soleichthys microcephalus \| \| \| \| \| \| Soleichthys oculofasciatus \| \| \| \| \| \| Soleichthys serpenpellis \| \| \| \| \| \| Soleichthys siammakuti \| \| \| \| \| \| Soleichthys tubifer \| \| \| \| |
|             | Soleichthys dori |
|             | |
|             | Soleichthys heterorhinos |
|             | |
|             | Soleichthys maculosus |
|             | |
|             | Soleichthys microcephalus |
|             | |
|             | Soleichthys oculofasciatus |
|             | |
|             | Soleichthys serpenpellis |
|             | |
|             | Soleichthys siammakuti |
|             | |
|             | Soleichthys tubifer |
|             | |